# بهبيت الحجارة
| pr · Z1 | W4 | b | i · i | niwt |

| pr · Z1 | W4 | b | i · i | niwt |

| H | b | i · i | W4 | t · niwt |

| H | b | i · i | W4 | t · niwt |

| H | b | W4 | niwt |

| H | b | W4 | niwt |

| pr · Z1 | W4 | t · niwt |

| pr · Z1 | W4 | t · niwt |

بهبيت الحجارة (بالرومية: Isium، بالقبطية Be bet، بالإغريقية: Πααβηιθις) إحدى قرى مركز سمنود التابع لمحافظة الغربية بجمهورية مصر العربية، تبعد القرية 7 كم عن سمنود و8 كم عن المنصورة و35 عن طنطا عاصمة المحافظة. يوجد بها جامعة الغربية التكنولوجية.

## التاريخ
مدينة قديمة مخصصة لعبادة إيزيس كانت تابعة للقسم الثاني عشر بالوجه البحري (عاصمته سمنود)، ذكرتها النصوص المصرية القديمة في عصر الدولة الحديثة (حوالي 1550-1070 ق.م) إلا أنها ربما كانت وقتها تابعة لسمنود ولم تكن مدينة قائمة بذاتها. اسمها القديم المصري برهبيت وكذلك عرفت عند الرومان بأسماء إيزيوم وإيزوبوليس إيزيديس المأخوذة من معبودة المدينة إيزيس.
عرفت بالقبطية باسم بابت وبهبيوس ثم حرفت إلى بهبيت في اللغة العربية وأضيفت لها كلمة الحجارة الدالة على أطلال معبدها. وهو الاسم الذي وردت به في تاريخ 1228هـ/1813م الذي عدّ قرى مصر بعد المسح الذي قام به محمد علي باشا. رجح علي مبارك أنه كان معبدًا للإلهة الفرعونية إيزيس، وأن القرية محل مدينة قديمة كانت تسمى «بيدوم». كانت القرية تتبع لمركز طلخا فلما أنشئ مركز سمنود سنة 1935 ألحقت به.

## المعبد
كانت عبادة إيزيس مرتبطة في العهد الفرعوني بالمقاطعة الثانية عشر بالوجه البحري ولكن لم تبنى معابد لها إلى في عهد الأسرة المصرية الثلاثين التي بنت معبد فيلة في مصر العليا ومعبد بهبيت في مصر السفلى. بدأ بناء المعبد في عهد نختنبو الثاني (360-342 ق.م) واكتمل في عهد بطليموس الثالث (حكم 246-222 ق.م).
تميز المعبد عن سائر المعابد المصرية بأنه بني لها من الجرانيت، يُرجّح أن المعبد قد انهار في العصور القديمة سواء لأسباب طبيعية كالزلازل أو بشرية لاستخدام حجارته في مبان أخرى، وربما يدل على ذلك حادثة نقل إحدى كتل المعبد إلى روما لاستخدامها في بناء معبد محلي هناك مخصص لعبادة إيزيس وسيرابيس في عهد الإمبراطور دوميتيان.
نقل علي مبارك عن كتاب وصف مصر لعلماء الحملة الفرنسية وصف المعبد فذكر أن بها سور مربع الشكل طوله 362 متر وعرضه 241 متر مبني الطوب اللبن والطين له خمسة أبواب، بداخله ساحة طولها 80 متر وعرضها 50 متر كان بها قطع من الأعمدة والحجارة، يصل طول بعضها إلى 3.4 متر وعرضها 1.4 متر وبسمك 0.7 متر عليها كتابة هيروغليفية. تتوفر أوصاف مفصلة أكثر للمعبد في كتابات غونتر رويدر (1881-1966) وكامبل كوان إدغار (1870-1938).
أول من نقب في الموقع هو عالم المصريات الفرنسي بيير مونتيه (1885-1966) في أواخر أربعينيات وأوائل خمسينيات القرن الماضي. سرقت بعض لوحات هذا المعبد في عام 1990 وفي السنوات اللاحقة، هُرب خارج مصر وبيعت لجهات خارجية وكانت سببًا في نزاع دولي لإعادتها. استعادة منهم مصر لوحة كانت بالولايات المتحدة سنة 2011 وأخرى من سويسرا في سنة 2017.

## السكان
بلغ عدد سكان بهبيت الحجارة 14,310 نسمة حسب تقدير عام 2018.
| السنة  | 1882 | 1947 | 1960 | 1976 | 1986 | 1996 | 2006  | 2018   |
| ------ | ---- | ---- | ---- | ---- | ---- | ---- | ----- | ------ |
| القرية | 1215 | 3057 | 4261 | 5622 | 7206 | 8381 | 9,829 | 14,310 |